# Правління гетьманського уряду
Правлі́ння гетьма́нського у́ряду (1734 — 1750)  — уряд, якому після смерті гетьмана Данила Апостола російська імператриця Анна Іоанівна доручила правління Гетьманщиною. Фактично це була видозмінена Малоросійська колегія.

## Мета уряду
Новий орган був найвищою апеляційною інстанцією Гетьманщини та безпосередньо підпорядковувався Сенату через спеціально утворену указом від 1 (12) лютого 1734 року Канцелярію малоросійських справ. З 1749 року Правління перейшло у відання Колегії іноземних справ.

## Назва органу
Перший варіант назви нового органу було зазначено в Указі Сенату «Про впровадження в Малоросії, до виборів гетьмана, для управління всіма справами тимчасового правління із 6 осіб і про залишення військового генерального суду і підскарбіїв без змін» від 31 січня (11 лютого) 1734 року. До нього додавалася Інструкція тимчасовому правлінню в Малоросії. Тобто першою назвою було Тимчасове правління в Малоросії..
В наступному Указі Сенату від 17(28) червня 1734 року цей орган вже названо «Правлінням гетьманського уряду», і ця назва стала загальноприйнятою в історичній літературі.
Але вже в Указі імператриці Анни Іванівни від 31 липня (11 серпня) 1734 року його названо Канцелярією міністерського правління.

## Склад уряду
До Правління входило шестеро осіб (3 росіянина, 3 українці). Головою Правління був призначений князь Олексій Іванович Шаховськой (бл. 1690—1737), який ретельно виконував усі таємні інструкції імператорського уряду, поширював думку про неефективність правління гетьмана і вважав, що «російський уряд надто панькається з українцями».
Крім О. Шаховського, членами правління також були князь Іван Барятинський, який з 1736 року очолив цей орган, полковник Василь Гур'єв та представники козацької старшини — генеральний обозний Яків Лизогуб, генеральний підскарбій Андрій Маркович та генеральний осавул Федір Лисенко. За ствердженнями істориків, що замість одного з двох останніх представників до Правління гетьманського уряду міг входити генеральний суддя Михайло Забіла.

## Діяльність
В 1728-1743 роках  з метою кодифікації правових норм різного походження, що діяли на Лівобережній Україні після її приєднання до Росії було створено збірку документів, що відома під назвою "Права, за якими судиться малоросійський народ".
Кодифікаційну комісію, що складалась в різний час з 12-18 правників, очолювали генеральний суддя Іван Бороздна (? - 1740) та генеральний обозний Яків Лизогуб (1675-1749).  До неї також входили правник Василь Стефанович (1697-бл. 1773), генеральний осавул Валькевич Петро Васильович (бл. 1687-1758) та інші. 
Правління імператриці Анни Іоанівни (1730—1740), а фактично, її фаворита німця Бірона було відзначено жорстокістю. Діяльність «Таємної канцелярії», численні переслідування, арешти та колесування стали чорною сторінкою в історії Російської імперії.
Позитивні зрушення у ставленні до України почалися тільки після смерті імператриці Анни Іванівни 1740 року, з приходом до влади дочки Петра І Єлизавети Петрівни.
Щасливий збіг обставин зробив простого козака Олексія Розума спочатку близькою людиною, а згодом і чоловіком нової російської імператриці. Під прізвищем Розумовського він став одним із найвищих сановників Російської імперії.

## Скасування гетьманського уряду
Діяльність правління спричинила невдоволення козацької старшини. На її вимогу уряд Московської Імперії у 1743 р. скасував ряд «нововведень» правління.
Правління гетьманського уряду припинило існування у зв'язку з обранням у 1750 гетьманом України Кирила Розумовського.